# Catedral de la Mare de Déu (Gyumri)
La Catedral de la Santa Mare de Déu (armeni: Սուրբ Աստվածածին Մայր Եկեղեցի), també coneguda com la Mare de Déu de les Set Ferides (armeni: Սուրբ Աստվածամոր Յոթ Վերք), és una església del segle XIX a Gyumri, la segona ciutat més gran d'Armènia. Ocupant el costat nord de la plaça Vartanants, la catedral és la seu de la diòcesi de Shirak de l'⁣Església Apostòlica Armènia. L'església va ser construïda al segle XIX, durant el període imperial rus, entre 1873 i 1884.

## Arquitectura

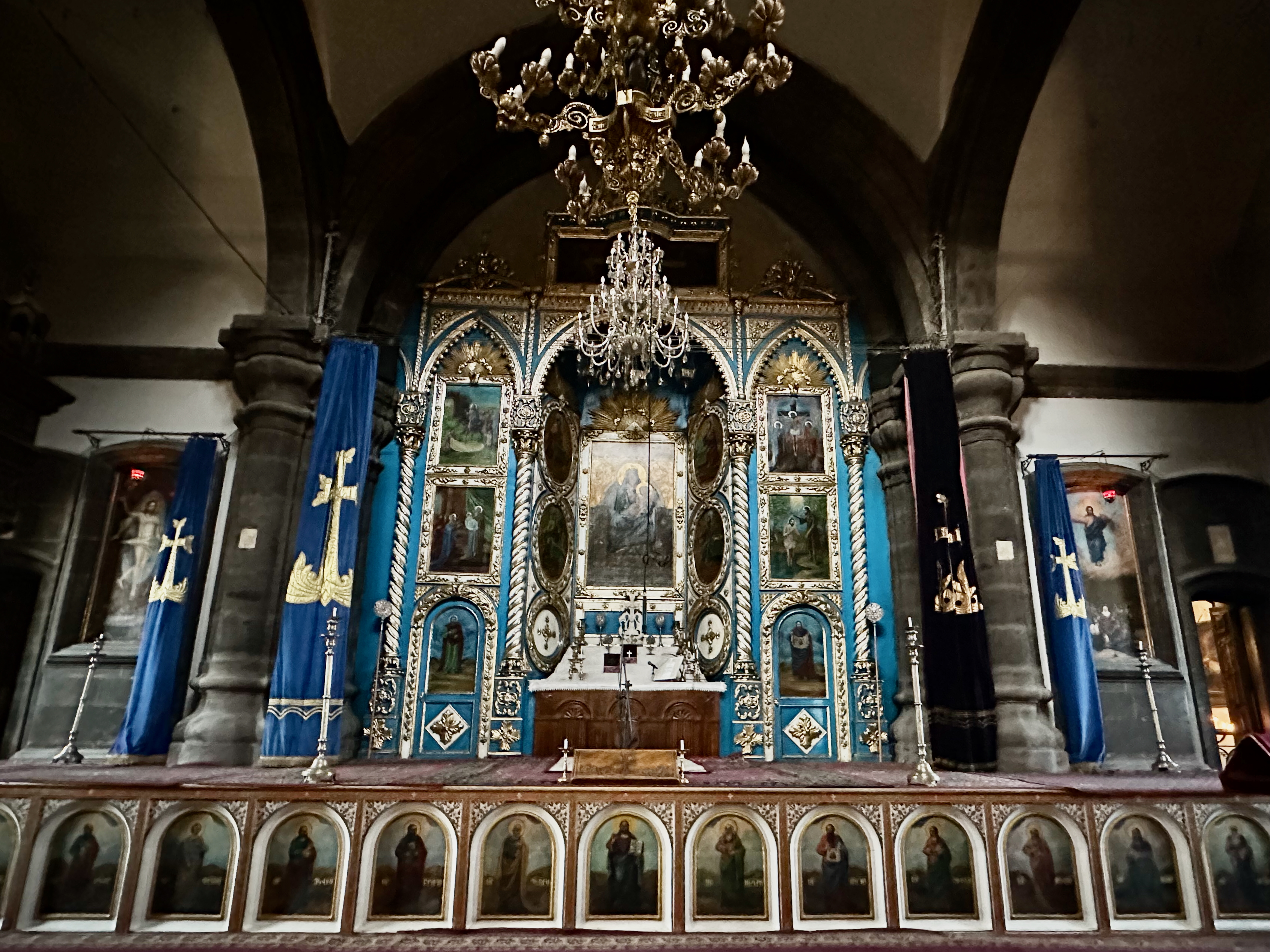
Altar

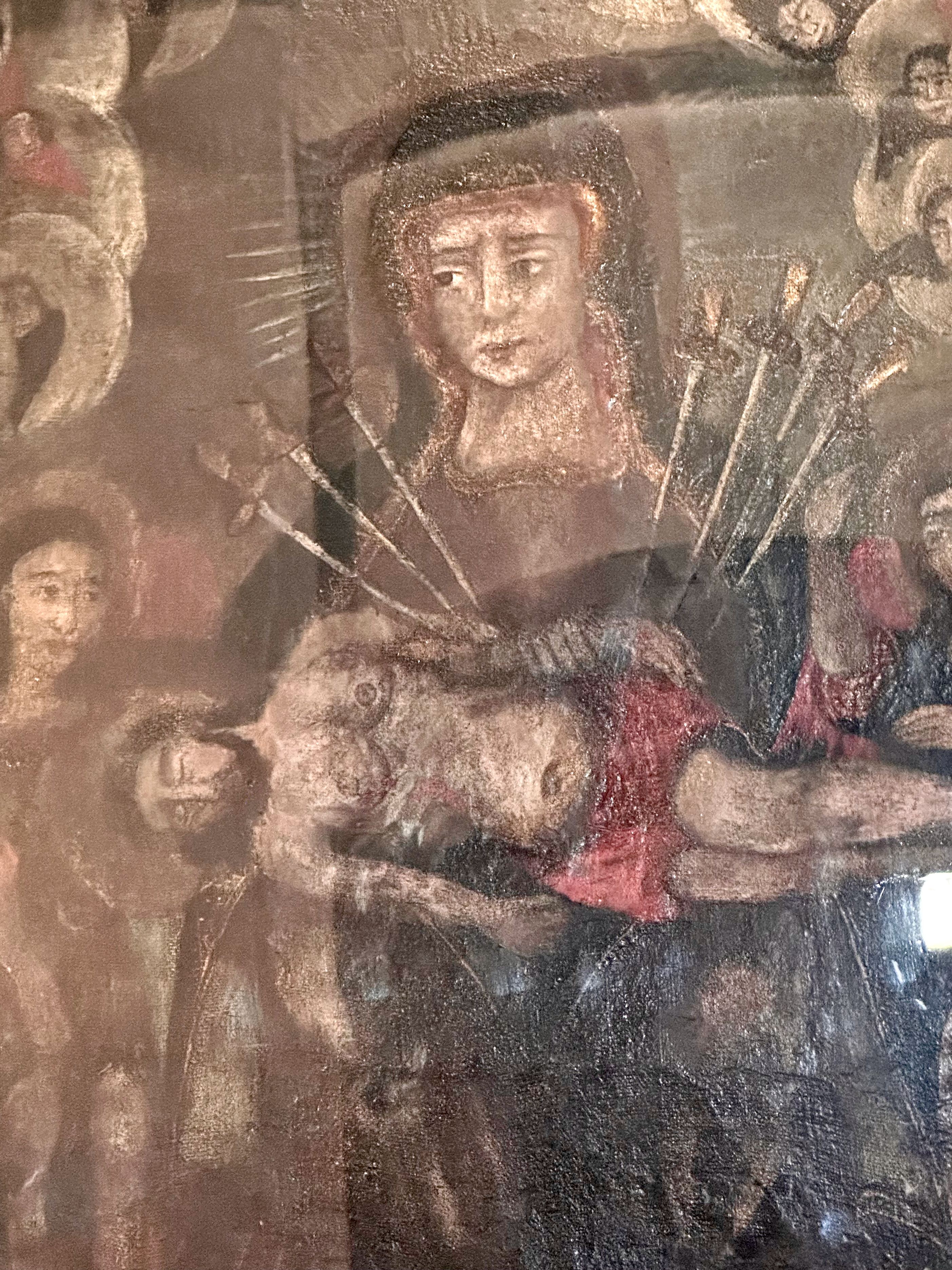
Mare de Déu de les Set Ferides

L’església de la Mare de Déu pertany a l’estil cruciforme propi de les esglésies armènies, amb una forma exterior rectangular. El campanar es troba damunt l’entrada principal, al costat occidental de l’edifici. L’església està coronada per una gran cúpula central envoltada de dues cúpules més petites. A diferència d’altres esglésies armènies, l’altar de la Mare de Déu és únic per la seva decoració multiicònica.
Les parets de l'església estan decorades amb frescos d'alt valor artístic. L'església té quatre frescos, que estan representats sota la cúpula, a una alçada de 12 m. A la paret dreta hi ha una composició que representa Jesucrist, i a la paret esquerra una escena de la Resurrecció (segle XVII). Al centre de l'altar hi ha una pintura de la Santíssima Mare de Déu amb el Nen, l'autor de la qual és Vardges Surenyants.

## Història

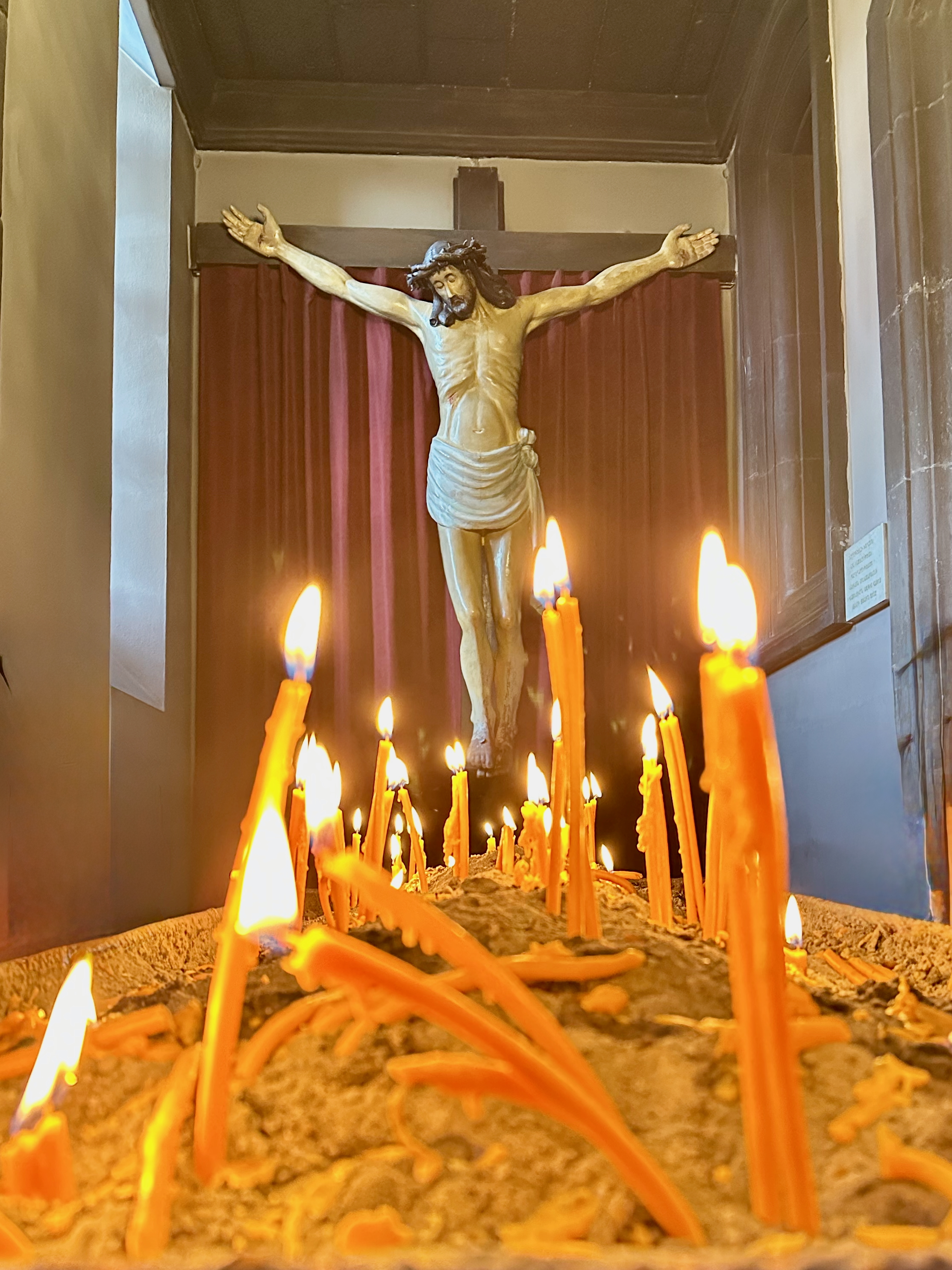
Crist

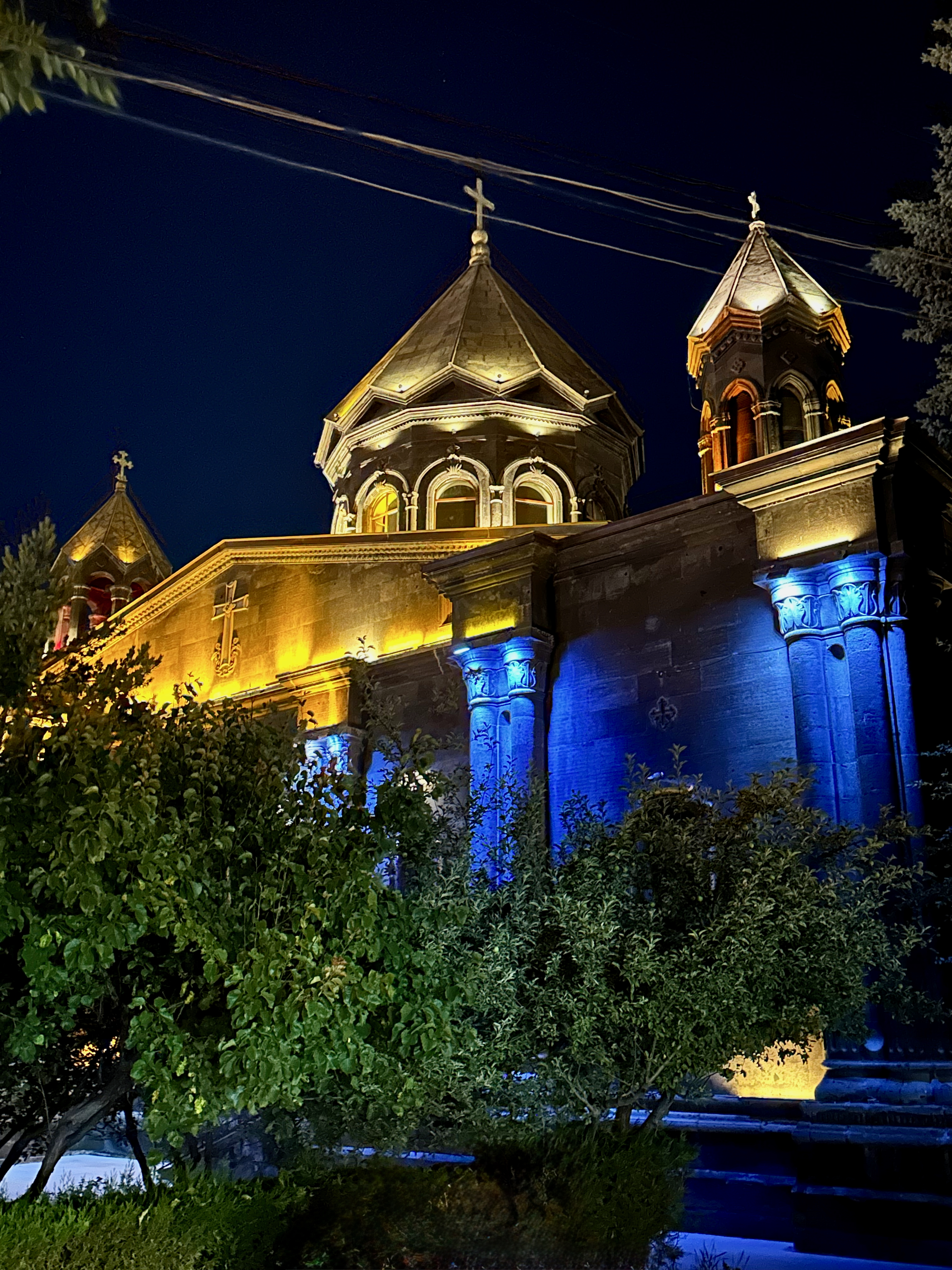
Nit

L'església va romandre activa fins i tot durant la Unió Soviètica, quan totes les esglésies d'Armènia excepte dues van ser tancades. La segona església va ser la Catedral d'Edjmiatsín.
Després del terratrèmol d'Armènia de 1988, les dues cúpules menors van caure i van ser substituïdes per unes de noves. Actualment, les cúpules caigudes es troben al pati de l'església.
Després de la independència d'Armènia, l'església va ser renovada. Primer, es va enderrocar l'edifici residencial que hi havia davant de l'església, que s'havia esfondrat a causa del terratrèmol. Com a resultat, l'església es va fer visible des de la plaça i les dues esglésies de Gyumri, la de les Set Ferides i la del Sant Salvador, es miren.